# Nichi Vendola

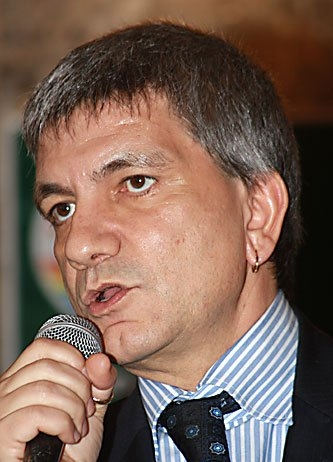
Nichi Vendola

Nichi vendola (Nicola Vendola) este un om politic italian, secretar și lider național al partidului italieni Sinistra Ecologia Libertà.
1. ↑  Nicola Vendola, Česko-Slovenská filmová databáze
2. ↑   (PDF) http://www.gla.ac.uk/media/media_227254_en.pdf Lipsește sau este vid: |title= (ajutor)
3. ↑   http://www.demotix.com/news/498679/nichi-vendola-speaks-torino Lipsește sau este vid: |title= (ajutor)
4. ↑   (PDF) http://ec.europa.eu/research/conferences/2012/euro-mediterranean/pdf/full_programme.pdf Lipsește sau este vid: |title= (ajutor)
5. ↑   http://www.independent.co.uk/news/people/profiles/alexis-tsipras-hes-got-the-euro-in-his-hands-7855058.html Lipsește sau este vid: |title= (ajutor)
6. ↑   http://www.telegraph.co.uk/news/religion/the-pope/10208802/Pope-Francis-reaches-out-to-gays.html Lipsește sau este vid: |title= (ajutor)